# Episodio bottiglia
Nelle serie TV, un episodio bottiglia è un episodio che viene prodotto con un basso budget e in un'area limitata utilizzando il minor numero possibile di guest star, effetti speciali e set. Gli episodi bottiglia vengono solitamente girati su set già creati per altri episodi o sui set principali dello show, e sono composti in gran parte da dialoghi e scene per le quali non sono necessari grossi preparativi. Sono utilizzati anche quando una sceneggiatura è stata bocciata e deve esserne scritta un'altra con un breve preavviso. Gli episodi bottiglia sono stati usati anche per momenti drammatici, affinché le ambientazioni e il cast limitato consentissero un ritmo più lento e un'esplorazione più profonda delle caratteristiche e delle motivazioni del personaggio.

## Uso
Il termine "bottle show" è stato coniato da Leslie Stevens, (creatore e produttore esecutivo della serie TV degli anni '60, The Outer Limits) per un episodio realizzato in pochissimo tempo e a costi molto bassi, dicendo di "aver tirato fuori un episodio da una bottiglia come fosse un genio". Il primo uso noto del termine "episodio bottiglia" è del 2003.
A volte gli episodi bottiglia vengono prodotti quando uno spettacolo ha un cliffhanger di metà stagione o un inizio/finale di stagione più costoso, per consentire a più budget possibile di finire nelle casse degli episodi più dispendiosi. Scott Brazil, produttore esecutivo e regista di The Shield, ha descritto gli episodi bottiglia come "il figliastro piccolo e triste, la cui paghetta è utilizzata per comprare al fratello maggiore un nuovo paio di sneakers".

## Esempi
L'episodio Il ristorante cinese della serie TV Seinfeld (episodio 11 della 2ª stagione) è stato più volte rifiutato dalla NBC, causando quasi l'abbandono dello show da parte di Larry David. L'episodio, l'unico episodio bottiglia di Seinfeld, è visto come un classico e "ha aperto la strada" sia allo show che al genere delle sitcom.
La popolarità dell'episodio Minuti contati di Friends (episodio 2 della 3ª stagione) ha portato i produttori a creare almeno un episodio bottiglia in ogni stagione.
L'episodio bottiglia di Brooklyn Nine-Nine, La scatola, è considerato uno dei migliori dai suoi spettatori. Attualmente è l'episodio più votato della serie (9.5/10) su IMDB.
Diversi primi episodi di X-Files sono stati concepiti come episodi bottiglia, tra cui Sabotaggio alieno, Morte nell'oscurità e il ben accolto Morte tra i ghiacci, sebbene questi abbiano superato il budget.
Gli episodi bottiglia di Star Trek sono molto popolari tra i fan. Gli esempi includono Il naufragio delle stelle, Viaggio a Babel, La sfida, Elena di Troia e La bellezza è verità?. Il fenomeno è persistito in misura minore nelle serie successive, con Colpevole ad ogni costo (Star Trek: Deep Space Nine) elogiato da Startrek.com e Amazon.com, come "probabilmente uno dei migliori episodi di Deep Space Nine e un gioiello nell'intero canone di Star Trek ".
La terza macrostoria della prima stagione di Doctor Who, A un passo dalla distruzione, è stata un episodio bottiglia creato in circostanze diverse rispetto alle altre. Infatti la BBC aveva ordinato solo 13 episodi per l'intera stagione, 11 di quali erano già stati inclusi nelle due precedenti macrostorie; era quindi necessaria una macrostoria di soli due episodi in cui fosse presente solo il cast principale, composto da quattro attori. Doctor Who ha avuto anche altri episodi bottiglia, come Midnight, nel quale (escludendo alcune scene ambientate in un resort) il set è ambientato un bus navetta su cui il Decimo Dottore è bloccato. Inoltre il mostro dell'episodio è rappresentato solo tramite effetti sonori e tramite la recitazione del resto del cast.
L'episodio Fly della terza stagione di Breaking Bad - Reazioni collaterali ha solo due membri del cast principale (più alcuni ospiti) e si svolge quasi interamente nel laboratorio utilizzato per cucinare la Crystal Meth. Il creatore della serie Vince Gilligan ha definito Fly un episodio bottiglia, notando che l'ambientazione e il cast limitato consentivano un ritmo più lento e un'esplorazione più profonda dei tratti e delle motivazioni del personaggio. Nell'episodio L'ascensore (5º episodio della 6ª stagione) di Archer, sette degli otto principali membri del cast sono bloccati in un ascensore.
La sitcom sci-fi animata Rick and Morty ha un episodio bottiglia chiamato Vite alternative. In esso, la famiglia Smith utilizza degli occhiali speciali per vedere in soggettiva la vita delle versioni alternative di sé stessi, alternandolo alla visione di alcune pubblicità in TV (creata dagli schizzi completamente improvvisati dal co-creatore Justin Roiland).
Un episodio particolarmente memorabile de I Griffin, Brian e Stewie, è ambientato quasi interamente nel caveau di una banca dove Brian e Stewie Griffin rimangono intrappolati, e vede solamente loro due come personaggi, entrambi interpretati nella versione originale da Seth MacFarlane. L'episodio è privo delle gag e dei non-sequitur tipici della serie, e si concentra principalmente sulla dinamica tra i due personaggi e su temi psicologici come il suicidio.